# Вакханки (Евріпід)
«Вакханки» (дав.-гр. Βάκχαι) — трагедія давньогрецького драматурга Евріпіда. П'єса була вперше поставлена на Діонісіях в 405 до н. е..

## Дійові особи
- Діоніс
- Хор лідійських вакханок
- Тіресій
- Кадм
- Пентей
- Слуга Пентея
- Вісник
- Другий вісник
- Агава

## Сюжет
Трагедія «Вакханки» оповідає про фіванського царя Пентея, котрий не хотів визнавати богом свого двоюрідного брата Вакха-Діоніса, що повернувся з Азії в Фіви. Пентей побачив в культі Діоніса лиш брехню і розпусту і почав суворо переслідувати його служниць, вакханок. Діоніс навіяв несамовиту шаленість на всіх фіванских жінок, і вони на чолі з Агавою (мати Пентея) втекли в гори, щоб в оленячих шкурах, з тирсами (обвита плющем та виноградним листям із шишкою на кінці палиця), флейтами і бубнами в руках, брати участь у вакханаліях. Пентею Діоніс навіяв нестримне бажання побачити вакханок під час їхнього служіння. Переодягнувшись в жіночу сукню, він вирушив на Кітерон, де воно проходило. Але Агава та інші вакханки за навіюванням Діоніса прийняли Пентея за лева, і розірвали його на шматки. Агава урочисто принесла закривавлену голову власного сина в палац, вважаючи, що це голова лева. Прийшовши до тями, вона відчула глибоке каяття.

## Український переклад
Українською мовою трагедію переклав Андрій Содомора:
- Евріпід. Трагедії / Переклади з давньогрецької А. Содомори та Бориса Тена. — К.: Основи, 1993. — 448 с. Вакханки 389-335 с [Архівовано 6 квітня 2015 у Wayback Machine.]